# Кю-Чек
„Кю-Чек“ или Q-Check е българска музикална група от София, съществувала от 2007 до 2013 г.
Членовете на групата определят стила ѝ като „коктейл от пънк, реге и фолк“.
Групата участва в музикалния фестивал „Спирит ъф Бургас“, има изпълнения по национални медии като „Нова телевизия“ и БНТ.
Нашумява с парчета като „Попфолк звезда“ и „Чакараци“. Има иронизиращи и забавни текстове, осмиващи попфолк културата и нейните представители в България. Въпреки това някои от парчетата ѝ са кавъри на популярни попфолк парчета като „Доко, доко“, „Телефони“ и „Шопската салата“, но пречупени през свое звучене.

## Членове
- Лъчезар Мъ-фака (Лъчезар Колелето) (вокали, ритъм китара)
- Орлин Бранджаков (бас, вокали)
- Марин Лашев (барабани)
- Роза Атанасова (вокали)
- Георги Михайлов (китара)

## Албуми
- Q-Check (Кю-Чек)
- Chakarazzi, 2009 (Чакараци)